# Hebeloma populinum
Hebeloma populinum là một loài nấm ở Hymenogastraceae.